# La Chevelure
Cet article concerne le film. Pour la nouvelle de Guy de Maupassant, voir La Chevelure (Maupassant). Pour le poème de Charles Baudelaire, voir La Chevelure (Baudelaire).
Pour plus de détails, voir Fiche technique et Distribution.
La Chevelure est un court-métrage français réalisé par Ado Kyrou, d'après une nouvelle de Guy de Maupassant, sorti en 1960.

## Synopsis
La Chevelure est une nouvelle fantastique écrite par Maupassant en 1884. C’est une nouvelle très brève, à l’atmosphère étrange et envoûtante, qui met en scène trois personnages : le narrateur, qui tient un discours rationnel sur les évènements, le « fou », ou prétendu tel, qui a raconté dans un journal intime avoir eu des relations avec une revenante, et le médecin, qui lui tient un discours médical. Le fou est entré en possession d’une chevelure féminine, d’une grande beauté. Il en est devenu obsédé, jusqu’à croire que la morte lui était apparue, et est devenue sa maîtresse. Le journal est lu par le narrateur, sans que ce dernier fasse partie de l’action, sauf à la fin, en tant que témoin.

## Fiche technique
- Titre : La Chevelure
- Réalisation : Ado Kyrou, assisté de Raoul Sangla
- Scénario : Ado Kyrou,
- Photographie : Oleg Tourjansky
- Musique : l'Homme-orchestre
- Genre : Fantastique, Horreur
- Durée : 19 minutes

## Distribution
- Michel Piccoli

## Cinémathèque
En 2010, La Chevelure est présenté à la Cinémathèque française dans le cadre de la carte blanche de Jean-Pierre Bastid sur le thème Anarchie et Cinéma.